# Kampfbahn Katzenbusch
Die Kampfbahn Katzenbusch ist ein Fußballstadion in der nordrhein-westfälischen Stadt Herten, Kreis Recklinghausen, im Ruhrgebiet.

## Lage und Ausstattung
Das Stadion liegt im Süden von Herten im Volkspark Katzenbusch. Die Kampfbahn Katzenbusch hat eine Kapazität von 10.000 Zuschauern, davon 500 unüberdachte Sitzplätze. In früheren Zeiten konnten bis zu 12.000 Zuschauer die Spiele in der Kampfbahn verfolgen. Die Spielfläche besteht aus Naturrasen, eine Aschenbahn gibt es seit der Renovierung des Rasenplatzes nicht mehr.
Die markanteste Stelle der Kampfbahn ist der Eingangsbereich, wo die Zuschauer durch ein Steintor zum Spielfeld gelangen. Auf der linken Seite steht eingemeißelt „Gut Heil! Macht auf! Laßt mich herein! Mit mir beginnt des Festes Reih’n“. Die rechte Torseite enthält die Inschrift „Betretet die Kampfbahn und werdet Männer, die zu siegen versteh’n“.

## Geschichte

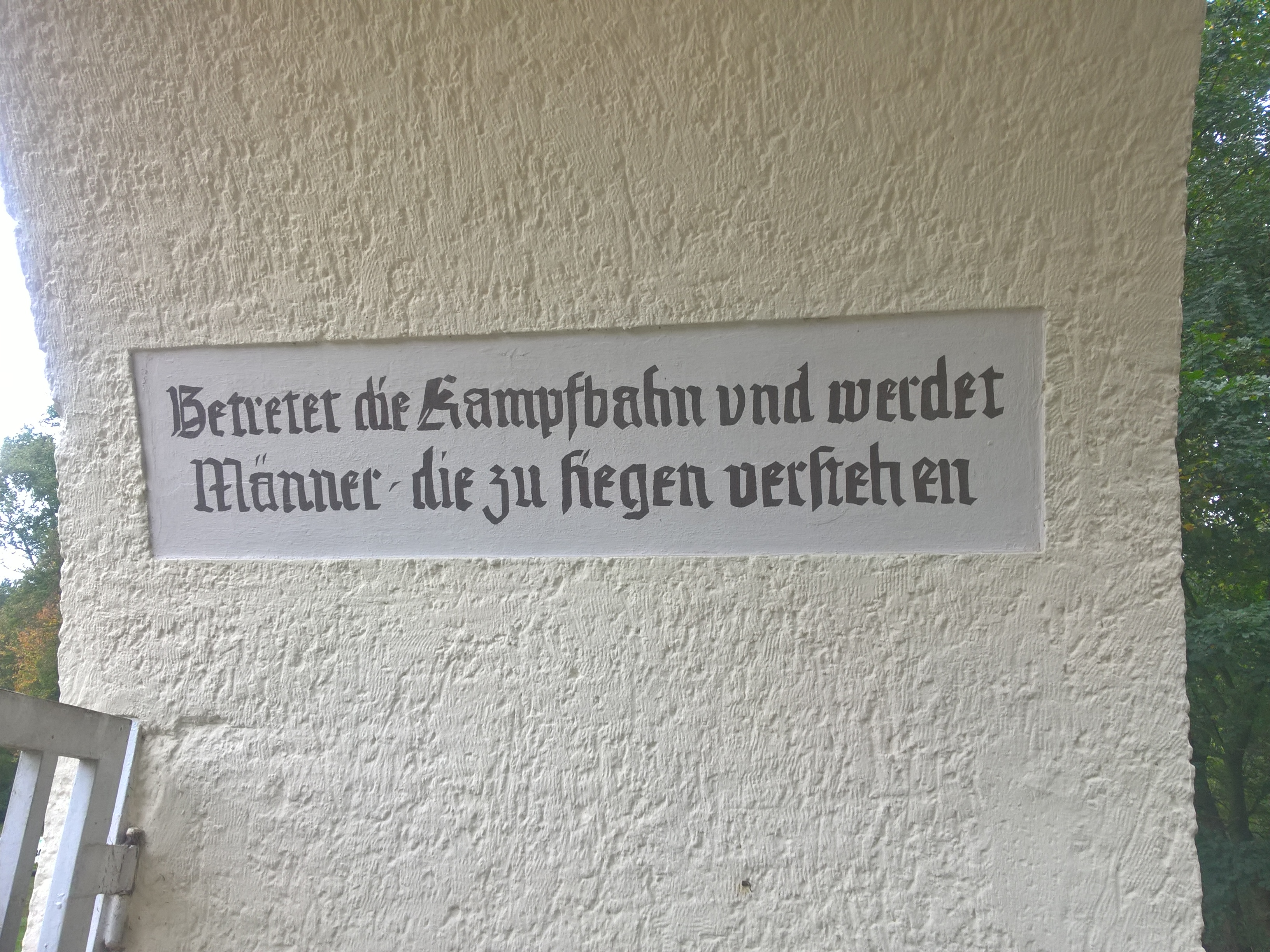
Inschrift im Eingangstor

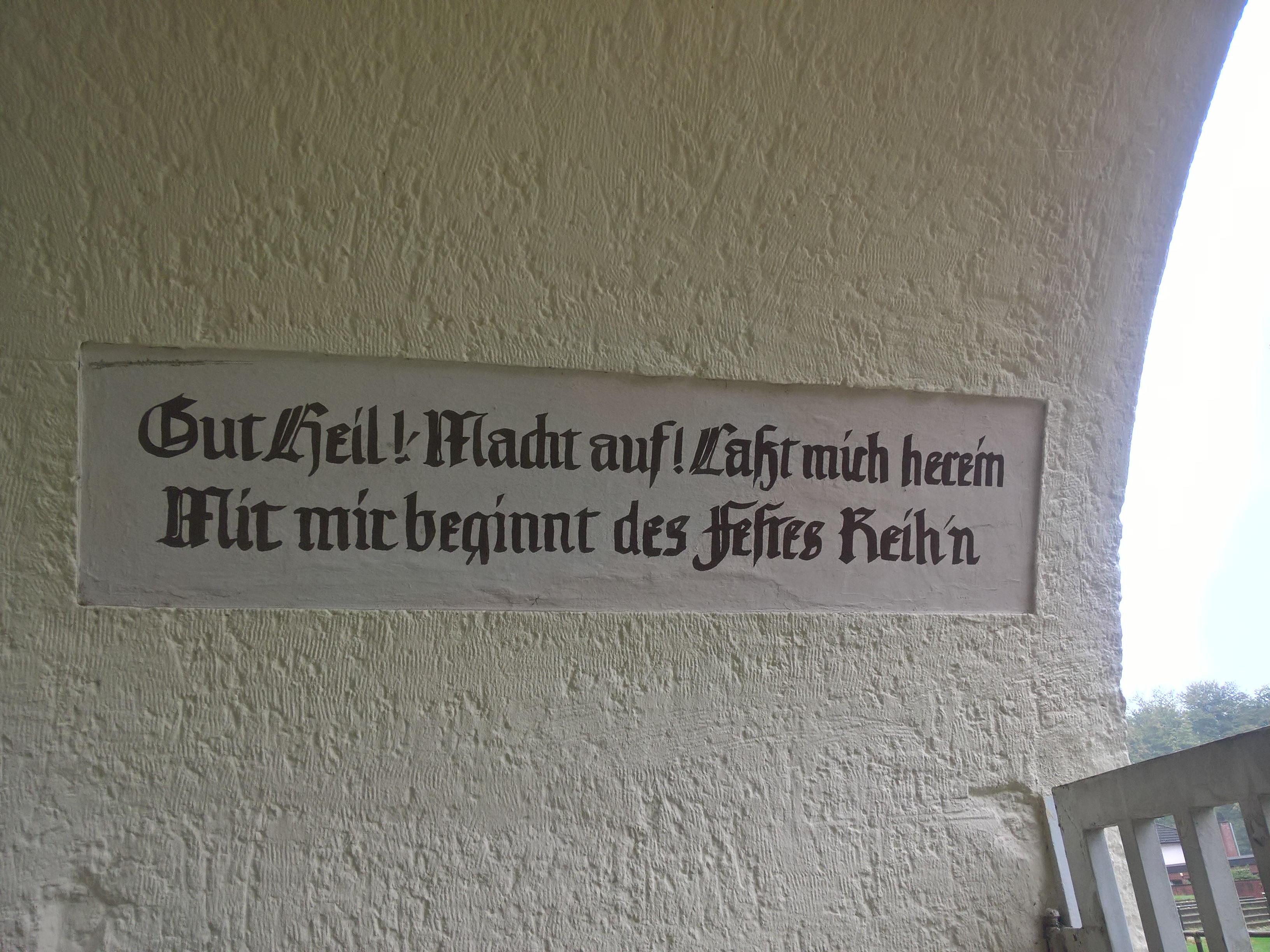
Inschrift im Eingangstor

Das Gelände, auf dem heute die Kampfbahn steht, wurde im Jahre 1905 vom Grafen Droste von Nesselrode der Stadt Herten überlassen. Mit Hilfe von 30 Arbeitslosen und 80 Notstandsarbeitern wurde Mitte der 1920er Jahre das Stadion gebaut. Eröffnet wurde das Stadion am 21. Mai 1925 mit einem dreitägigen Sportfest. Neben Faustball, Turnen, Radball und Kunstradfahren traten die Fußballer der SpVgg Herten in einem Freundschaftsspiel gegen den FC Wacker München an und unterlagen mit 0:1. Die SpVgg Herten wurde Hauptnutzer des Stadions und stellte in der Runde 1928/29 den Zuschauerrekord auf, als 12.000 Zuschauer einen 3:1-Sieg der Hertener im Endspiel um die Westfalenmeisterschaft gegen Arminia Bielefeld sahen.
Die SpVgg Herten gehörte im Jahre 1933 zu den Gründungsmitgliedern der seinerzeit erstklassigen Gauliga Westfalen, der die Mannschaft bis zum Abstieg 1939 sowie in der Saison 1941/42 angehörte. Nach dem Ende des Zweiten Weltkrieges spielten die Hertener von 1949 bis 1963 in der damals zweitklassigen II. Division West sowie in der Saison 1963/64 in der seinerzeit zweitklassigen Regionalliga West. Aus der Saison 1963/64 stammt der Zuschauerrekord für die Nachkriegszeit, als 10.000 Zuschauer eine 2:3-Heimniederlage gegen den Wuppertaler SV sahen. Am 1. Juli 2000 fusionierte die SpVgg Herten mit der DJK 07/26 Herten zum DJK/SpVgg Herten.
Die Kampfbahn wurde mehrfach renoviert. In den 1960er Jahren vollzog die Stadt einige Umgestaltungen der Anlage, die in den Jahren 1997 und 1998 wiederholt wurde. Vier Jahre später wurde der Eingangsbereich mit dem Steintor saniert, bevor im Jahre 2003 die Spielflächen und die Stehplätze modernisiert wurden.